# Jürg Federspiel
Jürg Federspiel, né le 28 juin 1931 à Lindau, en Suisse, et retrouvé mort le 25 février 2007 à Bâle, en Suisse, est un écrivain suisse.
Souffrant de diabète et de la maladie de Parkinson, ne pouvant plus écrire depuis 6 ans, il est porté disparu le 12 janvier 2007. Son corps sans vie est retrouvé par un promeneur le 25 février, près d'un barrage sur le Rhin, à Bâle ; l'enquête a conclu au suicide.
Son livre le plus connu est le roman Marie Typhus (paru en allemand en 1982 et en traduction française par Jean-Claude Berger aux Éditions Zoé en 1984).